# バブリーナ
バブリーナ（1979年7月8日 - ）は、日本の女装家、ドラァグクイーン、タレント。

## 人物
- 女装家、ドラァグクイーンとして、イベントオーガナイズ、MC、DJ、タレント活動を行っている。
- 新宿2丁目ポータルサイト「2CHOPO」編集長を務めている。

## 出演

### テレビ
- おしゃれイズム（日本テレビ）2011年2月13日
- DON!（日本テレビ）2011年3月22日
- シロウト名鑑（テレビ東京）2011年5月20日
- JOSO-TV（フジテレビ）2011年6月5日、2012年11月2日
- さんまのスーパーからくりTV（TBS）2011年5月29日
- MOTEL（関西テレビ）2011年6月2日
- コレってアリですか?（日本テレビ）2011年6月28日
- バナナマンのブログ刑事(東海テレビ) 2011年7月19日
- シロウト名鑑（テレビ東京）2011年7月29日
- 芸能★BANG!（日本テレビ）2011年10月24日、11月21日
- アド街ック天国（テレビ東京) 2011年12月24日
- なるほど！ハイスクール AKB48 vs オネエ48（日本テレビ）2012年1月19日、4月12日、2013年1月3日
- スパモク！！-あたしら！カーマ協同組合-（TBS）2012年7月12日
- KAT-TUNの世界一ダメな夜!（TBS）2012年10月26日
- 踊る!さんま御殿!!（日本テレビ）2012年11月27日

### ウェブテレビ
- 週刊ばぶとキムビ（ustream)毎週木曜23時〜 MC
- 安室奈美恵ファッション総選挙　FASHION MOVIE BEST 50（2018年9月9日、AbemaTV）[1]

### CM
- GYAO! 『あいのり2』（2012年）

### イベント
- ドン・キホーテ「ボジョレーヌーヴォー」解禁イベント（MC）2011年11月16日
- 東宝ミュージカル「RENT」LGBT PRIDE WEEK トークショー（MC）2012年11月20日

## 交友関係
- マツコ・デラックス
- ミッツ・マングローブ
- ダイアナ・エクストラバガンザ
- ブルボンヌ
- キムビアンカ
- IMALU
- 真崎航